# Баргота
Баргота (ісп. Bargota) — муніципалітет в Іспанії, у складі автономної спільноти Наварра. Населення — 327 осіб (2009).
Муніципалітет розташований на відстані близько 270 км на північний схід від Мадрида, 60 км на південний захід від Памплони.

## Демографія
Динаміка населення (INE ):

## Галерея зображень

Розташування муніципалітету
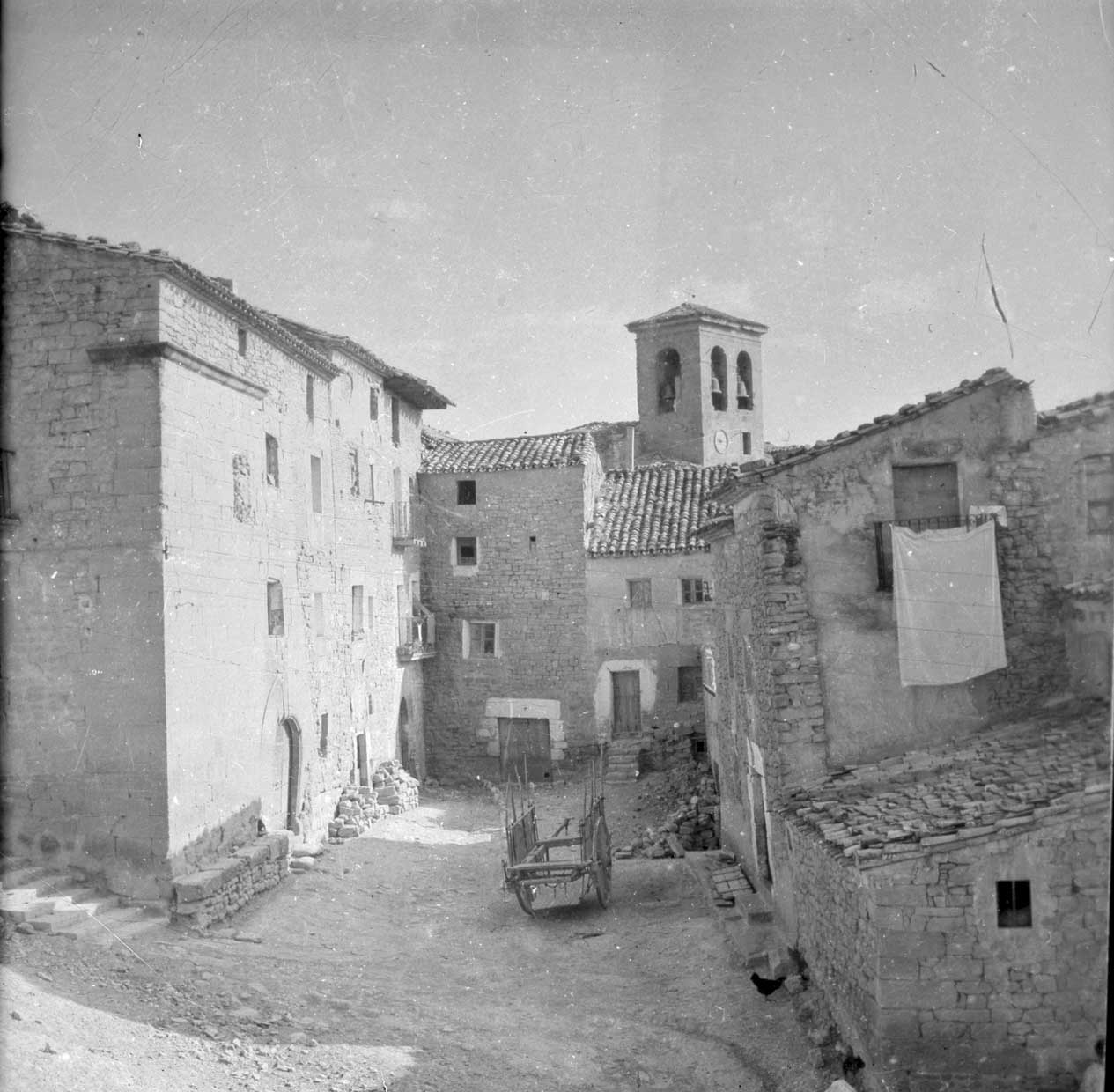
Церква у Барготі у 1956 р.